# Twenty Four Seven
«Twenty Four Seven» — дев'ятий і останній сольний студійний альбом американської співачки Тіни Тернер, випущений 28 жовтня 1999 року лейблом «Parlophone Records».

## Список композицій
| #   | Назва                          | Автор                                  | Продюсер(и)               | Тривалість |
| --- | ------------------------------ | -------------------------------------- | ------------------------- | ---------- |
| 1.  | «Whatever You Need»            | Гарріет Робертс Расселл Кортні         | Джонні Дуглас             | 4:49       |
| 2.  | «All the Woman»                | Пол Вілсон Енді Воткінс Трейсі Акерман | Absolute Джонні Дуглас[a] | 4:03       |
| 3.  | «When the Heartache Is Over»   | Грехем Стек Джон Рід                   | Браян Роулінг Марк Тейлор | 3:44       |
| 4.  | «Absolutely Nothing's Changed» | Террі Бріттен Джон О'Кейн              | Террі Бріттен             | 3:43       |
| 5.  | «Talk to My Heart»             | Джонні Дуглас Грехем Лайл              | Джонні Дуглас             | 5:08       |
| 6.  | «Don't Leave Me This Way»      | Пол Баррі Марк Тейлор Браян Роулінг    | Браян Роулінг Марк Тейлор | 4:19       |
| 7.  | «Go Ahead»                     | Джеймс Гауз Ентоні Літтл               | Джонні Дуглас             | 4:20       |
| 8.  | «Without You»                  | Пол Вілсон Енді Воткінс Шернетт Мей    | Absolute                  | 4:06       |
| 9.  | «Falling»                      | Тім Фрейзер Сол Коннелл                | Террі Бріттен             | 4:21       |
| 10. | «I Will Be There»              | Баррі Гібб Робін Гібб Моріс Гібб       | Absolute Джонні Дуглас[b] | 4:37       |
| 11. | «Twenty Four Seven»            | Террі Бріттен Чарлі Дор                | Террі Бріттен             | 3:47       |

| Limited edition bonus disc | Limited edition bonus disc                       | Limited edition bonus disc             | Limited edition bonus disc |
| #                          | Назва                                            | Автор                                  | Тривалість                 |
| -------------------------- | ------------------------------------------------ | -------------------------------------- | -------------------------- |
| 1.                         | «Twenty Four Seven» (live, London 1999)          | Террі Бріттен Чарлі Дор                | 3:56                       |
| 2.                         | «River Deep – Mountain High» (live, London 1999) | Філ Спектор Джефф Баррі Еллі Грінвіч   | 4:00                       |
| 3.                         | «When the Heartache Is Over» (live, London 1999) | Грехем Стек Джон Рід                   | 3:48                       |
| 4.                         | «Whatever You Need» (live, London 1999)          | Гарріет Робертс Расселл Кортні         | 4:44                       |
| 5.                         | «Don't Leave Me This Way» (live, London 1999)    | Пол Баррі Марк Тейлор Браян Роулінг    | 4:23                       |
| 6.                         | «Talk to My Heart» (live, London 1999)           | Джонні Дуглас, Грехем Лайл             | 5:03                       |
| 7.                         | «Hold On, I'm Coming» (live, London 1999)        | Ісаак Гейз Девід Портер                | 3:01                       |
| 8.                         | «All the Woman» (live, London 1999)              | Пол Вілсон Енді Воткінс Трейсі Акерман | 4:01                       |
| 9.                         | «When the Heartache Is Over» (music video)       |                                        |                            |
| 10.                        | «Whatever You Need» (music video)                |                                        |                            |

Примітки:
- [a] додатковий продюсер
- [b] співпродюсер

## Чарти
| Чарт (1999—2000)                                   | Позиція |
| -------------------------------------------------- | ------- |
| Австрія Austrian Albums (Ö3 Austria)               | 5       |
| Бельгія Belgian Albums (Ultratop Flanders)         | 9       |
| Бельгія Belgian Albums (Ultratop Wallonia)         | 16      |
| Канада Canada Top Albums/CDs (RPM)                 | 9       |
| Канада Canadian R&B Albums (Nielsen SoundScan)     | 2       |
| Данія Danish Albums (Hitlisten)                    | 9       |
| Нідерланди Dutch Albums (MegaCharts)               | 24      |
| Європейський Союз European Albums (Music & Media)  | 3       |
| Фінляндія Finnish Albums (Suomen virallinen lista) | 6       |
| Франція French Albums (SNEP)                       | 23      |
| Німеччина German Albums (Offizielle Top 100)       | 3       |
| Угорщина Hungarian Albums (MAHASZ)                 | 22      |
| Італія Italian Albums (FIMI)                       | 13      |
| Норвегія Norwegian Albums (VG-lista)               | 5       |
| Шотландія Scottish Albums (OCC)                    | 27      |
| Іспанія Spanish Albums (AFYVE)                     | 18      |
| Швеція Swedish Albums (Sverigetopplistan)          | 6       |
| Швейцарія Swiss Albums (Schweizer Hitparade)       | 1       |
| Велика Британія UK Albums (OCC)                    | 9       |
| США Billboard 200                                  | 21      |
| США Top R&B/Hip-Hop Albums (Billboard)             | 29      |

| Чарт (1999)                                       | Позиція |
| ------------------------------------------------- | ------- |
| Бельгія Belgian Albums (Ultratop Flanders)        | 53      |
| Бельгія Belgian Albums (Ultratop Wallonia)        | 90      |
| Європейський Союз European Albums (Music & Media) | 52      |
| Німеччина German Albums (Offizielle Top 100)      | 70      |
| Швеція Swedish Albums (Sverigetopplistan)         | 64      |
| Швейцарія Swiss Albums (Schweizer Hitparade)      | 50      |
| Велика Британія UK Albums (OCC)                   | 49      |

| Чарт (2000)                                                      | Позиція |
| ---------------------------------------------------------------- | ------- |
| Канада Canadian Albums (Nielsen SoundScan)                       | 160     |
| Данія Danish Albums (Hitlisten)                                  | 94      |
| Фінляндія Finnish International Albums (Suomen virallinen lista) | 171     |
| Німеччина German Albums (Offizielle Top 100)                     | 79      |
| Швейцарія Swiss Albums (Schweizer Hitparade)                     | 53      |

## Сертифікації і продажі
| Регіон                                                                                          | Сертифікація | Продажі    |
| ----------------------------------------------------------------------------------------------- | ------------ | ---------- |
| Австрія (IFPI Austria)                                                                          | Золотий      | 25 000*    |
| Бельгія (BEA)                                                                                   | Золотий      | 25 000*    |
| Канада (Music Canada)                                                                           | Золотий      | 50 000^    |
| Данія                                                                                           | —            | 14,228     |
| Фінляндія                                                                                       | —            | 12,047     |
| Франція (SNEP)                                                                                  | Золотий      | 100 000*   |
| Німеччина (BVMI)                                                                                | 3× Золотий   | 450 000^   |
| Норвегія (IFPI Norway)                                                                          | Платиновий   | 50 000*    |
| Іспанія (PROMUSICAE)                                                                            | Золотий      | 50 000^    |
| Швеція (IFPI Sweden)                                                                            | Платиновий   | 80 000^    |
| Швейцарія (IFPI Switzerland)                                                                    | Платиновий   | 50 000^    |
| Велика Британія (BPI)                                                                           | Платиновий   | 300 000^   |
| США (RIAA)                                                                                      | Золотий      | 517,000    |
| Підсумки                                                                                        |              |            |
| Європа (IFPI)                                                                                   | Платиновий   | 1 000 000* |
| Worldwide                                                                                       | —            | 3,000,000  |
| *продажі, що базуються лише на сертифікаціях ^відвантаження, що базуються лише на сертифікаціях |              |            |